# Dilana Dilixiati
Dilana Dilixiati (uigur : دىلانا دىلشات, xinès simplificat: 迪拉娜-迪里夏提, pinyin: Dílānà Dílǐxiàtí; Ürümchi, 7 de gener de 1997) és una jugadora de bàsquet xinesa d'ètnia uigur dels Guangdong Vermilion Birds de la Women's Chinese Basketball Association (WCBA) i la selecció nacional xinesa.
Nascuda a una família militar a Ürümchi, el seu pare fou jugador de bàsquet. A l'edat d'onze anys fou descoberta pel seleccionador Du Feng, que l'envià a entrenar amb l'equip de Guangdong.
Va jugar a bàsquet 3x3 quan era jove, i en l'edició del 2014 va ser l'abanderada de l'equip xinés als Jocs Olímpics de la Joventut.
Aquell mateix any, Dilana fou cedida a l'equip de bàsquet de Shanxi, que guanyà el campionat de la WCBA. El 2015 fou finalista, amb l'equip de Xinjiang, jugant amb l'equip de Guangdong des d'aleshores.
El 2018 fou seleccionada per a l'equip de bàsquet 3x3 per als Jocs Asiàtics, guanyant l'or.
El 2022 fou convocada per la selecció nacional xinesa per a participar al Mundial, on la Xina fou subcampiona després de caure derrotada davant la selecció dels Estats Units per 83-61.